# Karzeł Herkulesa
Karzeł Herkulesa – karłowata galaktyka sferoidalna znajdująca się w konstelacji Herkulesa w odległości około 430 000 lat świetlnych od Ziemi. Galaktyka ta jest członkiem Grupy Lokalnej oraz satelitą Drogi Mlecznej. Karzeł Herkulesa został odkryty w 2006 roku w trakcie przeglądu Sloan Digital Sky Survey.
Kształt Karła Herkulesa przypomina cygaro. Jest ona pierwszą zaobserwowaną galaktyką karłowatą o spłaszczonym kształcie. Może być on skutkiem oddziaływania grawitacji naszej Galaktyki, gdyż podczas zbliżeń może dochodzić do zacieśniania gwiazd Karła Herkulesa i w efekcie jej spłaszczenia. Podobny proces zachodzi w galaktyce SagDEG, która znajduje się jednak 10 razy bliżej centrum Drogi Mlecznej i w większym stopniu jest poddana oddziaływaniu naszej Galaktyki.
Obrazy galaktyki Karła Herkulesa wykonane za pomocą teleskopu Hubble’a wykazały, że zaczęła ona produkować swoje gwiazdy ponad 13 miliardów lat temu, po czym nagle i gwałtownie przerwała ten proces w ciągu pierwszego miliarda lat od Wielkiego Wybuchu.